# Lejb Garfunkel
Lejb Garfunkel (lit. Levas (Leibas) Garfunkelis; ur. 14 marca 1896 w Kownie, zm. w 1976 w Izraelu) – litewski adwokat, działacz społeczny i polityk żydowskiego pochodzenia, poseł na I, II i III Sejm Republiki Litewskiej (1922–1927), członek kowieńskiego Judenratu (1941–1944). 

## Życiorys
Urodził się w Kownie. Studiował prawo w Petersburgu i Kijowie. Podczas pobytu w stolicy Ukrainy zaangażował się w działalność w żydowskim ruchu narodowym. Był członkiem Rady Miejskiej w Homlu (1917), a także Ukraińskiej Żydowskiej Rady Narodowej (1917–1918). W 1918 powrócił na Litwę, gdzie w 1919 został radnym Kowna (do 1931). Przez krótki okres pełnił obowiązki przewodniczącego Rady Miejskiej. Zakładał Litewską Radę Żydów, której był wiceprzewodniczącym i sekretarzem generalnym. W 1920 stanął na czele redakcji „Jidisze sztyme” oraz „Dos Wort”. W tym samym roku opublikował książkę „Żydowska autonomia narodowa na Litwie” (oryg. Žydų tautinę autonomija Lietuvoje), która została przetłumaczona na język rosyjski. 
W 1922 został wybrany posłem na Sejm I kadencji z okręgu Kowno. Startował z listy „O autonomię narodową”. W maju 1923 uzyskał reelekcję w okręgu Mariampol z ramienia bloku mniejszości narodowych. Po raz kolejny zasiadł w Sejmie w 1926 z poparciem związku demokratów (ten sam okręg wyborczy). Po rozwiązaniu parlamentu w 1927 przez prezydenta Smetonę poświęcił się działalności w organizacjach syjonistycznych. Pracował jako adwokat. 
W czasie II wojny światowej był więźniem kowieńskiego getta. Zasiadał w Judenracie jako zastępca Elchanana Elkesa. Po 1945 repatriował się z Litwy Radzieckiej do Palestyny, gdzie dożył swych dni.